# Magnetowód
Magnetowód lub obwód magnetyczny – rdzeń wykonany z materiału ferromagnetycznego używany do kształtowania pola magnetycznego. Linie pola magnetycznego tworzą zamknięte pętle wewnątrz magnetowodu. Składa się z odpowiednio ukształtowanych materiałów (środowisk) przez które zamyka się strumień magnetyczny oraz z uzwojeń, w których płynie prąd niezbędny do wytworzenia pola magnetycznego. Rozróżnia się obwody magnetyczne nierozgałęzione (proste) oraz rozgałęzione.

## Podobieństwo do obwodu elektrycznego
Analogicznie do obwodu elektrycznego obwód magnetyczny posiada źródło zasilania, które dla obwodów magnetycznych stanowi zwojnica nawinięta na rdzeń. Prąd płynący w tej zwojnicy wytwarza tzw. siłę magnetomotoryczną (odpowiednik siły elektromotorycznej). Natężeniu prądu w obwodzie elektrycznym, w magnetowodzie odpowiada strumień indukcji magnetycznej przepływający przez obwód. Obwód magnetyczny jest charakteryzowany przez rezystancję magnetyczną (tzw. reluktancję). Inaczej niż w obwodzie elektrycznym, w obwodzie magnetycznym reluktancja nie powoduje wydzielania się ciepła. Straty energii pola magnetycznego powodowane są tym, że linie pola magnetycznego nie mogą być dokładnie zamknięte w magnetowodzie, ponieważ nie istnieją izolatory magnetyczne.
W obwodzie magnetycznym obowiązuje m.in. prawo przepływu, prawo Ohma dla obwodu magnetycznego.

## Kształt i zastosowanie

Przykład magnetowodu ze szczeliną powietrzną

Magnetowód najczęściej stanowi zamknięty obwód. Szczelina zastosowana w magnetowodzie pozwala uzyskiwać silne pole magnetyczne o dużym stopniu jednorodności. Kształt magnetowodu zależy od urządzenia dla jakiego jest przeznaczony. 
Obwody magnetyczne stosuje się w następujących urządzeniach:
- dławik
- elektromagnes
- głośnik
- prądnica
- przekaźnik
- silnik elektryczny
- transformator